# Reclutament

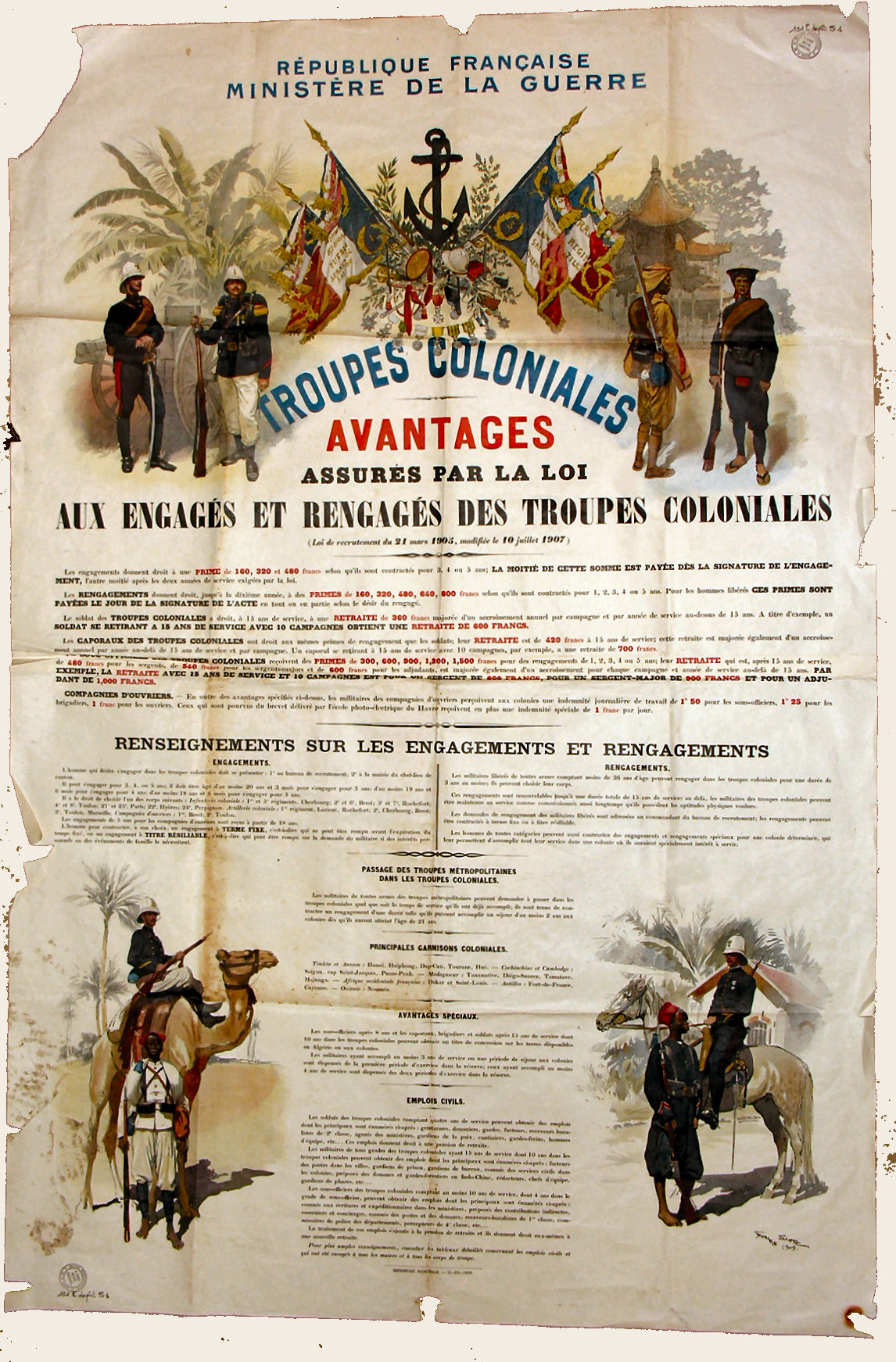
Pòster de reclutament de les Troupes de marine franceses

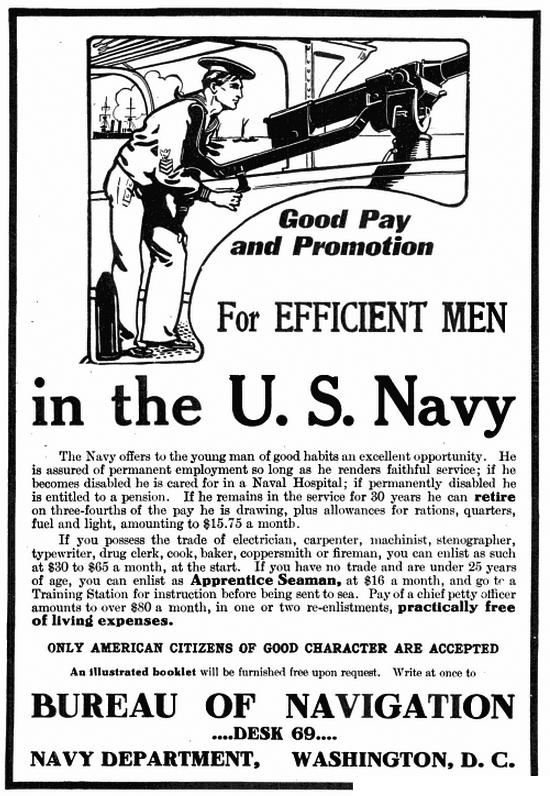
U.S. Navy anunci de reclutament a la revista Popular Mechanics, 1908.

El reclutament o allistament és la contractació per a llocs militars, és a dir, l'acte de les persones que sol·liciten, en general els adults de sexe masculí, per unir-se a un exèrcit voluntàriament. El reclutament involuntari es coneix com a servei militar obligatori. Fins i tot abans de l'era dels voluntaris-militars, el reclutament de voluntaris era un component important per tal de cobrir places militars, i en els països que han abolit el servei militar obligatori és l'únic mitjà. Per tal de facilitar aquest procés les forces armades han establert ordres de reclutament.
El reclutament es pot considerar part de la ciència militar si s'analitza com a part de la història militar. L'adquisició de grans quantitats de forces en un període relativament curt de temps, especialment voluntàriament, a diferència de desenvolupament estable, és un fenomen freqüent en la història. Un exemple particular és la regeneració de la força militar del Partit Comunista de la Xina d'una força esgotada de 8000 arran de la Llarga Marxa el 1934 a 2,8 milions, prop del final de la Guerra Civil Xinesa catorze anys després.
Recents estudis interculturals suggereixen que arreu del món, es poden usar les mateixes àmplies categories per a definir les apel·lacions de contractació. Inclouen la guerra, la motivació econòmica, l'educació, la família i els amics, la política i la identitat i els factors psicosocials.

## Estratègies de contractació en temps de guerra als EUA
Abans de l'esclat de la Primera Guerra Mundial, el reclutament als EUA es duia a terme principalment pels estats individuals. En entrar en guerra, però, el govern federal va assumir un paper més important.
Aquest major èmfasi en l'esforç nacional es va reflectir en els mètodes de reclutament de la Primera Guerra Mundial. Peter A. Padilla i Maria Riege Laner defineixen sis apel·lacions bàsiques en aquestes campanyes de reclutament: el patriotisme, treball / carrera / educació, aventura / desafiament, condició social, viatges i diversos. Entre 1915 i 1918, el 42% de tots els cartells de reclutament de l'exèrcit eren de temàtica principalment patriotica. I encara altres temes, com ara l'aventura i el major estatus social, jugarien un paper més important en el reclutament de la Segona Guerra Mundial, fent una crida per servir a la pàtria sent el principal punt de comminació a la població.

## El reclutament sense reclutament forçós
El reclutament va canviar significativament arran de la Segona Guerra Mundial. Sense cap guerra motivant a allistar-se als homes i dones, els Estats Units centrarien els seus esforços de reclutament presentant als militars com una mena d'ofici, i com a mitjà per tal d'aconseguir una educació superior. Una majoria - 55% - de tots els cartells de reclutament serviria aquesta finalitat. I encara que en temps de pau no duraria, factors com ara el trasllat a un exèrcit de voluntaris en última instància, mantenir els esforços de reclutament de carrera orientada al seu lloc.
El 20 de febrer de 1970, la Comissió del President sobre una força de voluntaris armats va acordar per unanimitat que els Estats Units es veuria beneficiat per un exèrcit de voluntaris. En suport a aquesta recomanació, el Comitè va assenyalar que els esforços de reclutament haurien de ser intensificat, com haurien d'estar convençuts més que reclutar nous reclutes. De la mateixa manera que l'era de la post-Segona Guerra Mundial, aquestes noves campanyes posaren un major èmfasi en l'oportunitat d'ocupació. Com a tal, el comitè va recomanar "una millor compensació bàsica i les condicions de servei, el pagament d'aptitud i promocions accelerades per als treballadors altament qualificats per fer les oportunitats de carrera militar més atractives." Aquestes noves directrius es van combinar amb "un intens esforç de reclutament". Finalitzat a mitjan 1973, la contractació d'un militar "professional" va ser rebuda amb èxit. El 1975 i 1976, els allistaments militars van superar les expectatives, amb més de 365.000 homes i dones que entren en l'exèrcit. Encara que això, en part, ha estat el resultat d'una falta de llocs de treball civils durant la recessió, però es destaca per subratllar les formes en què els esforços de reclutament van respondre a les circumstàncies de l'època.
De fet, segueixen les recomanacions formulades per la Comissió del President per treballar en activitats de contractació actuals. La comprensió de la necessitat d'una major incentiu individual, l'exèrcit nord-americà ha reempaquetat dels beneficis del G.I. Bill. Encara que originalment previst com a compensació pel servei, la factura es veu ara com una eina de reclutament. Avui en dia, el G.I. Bill "ja no és una recompensa pels serveis prestats, sinó un incentiu per servir i s'ha convertit en una part important dels llançaments dels reclutadors."

## Mètodes de reclutament
El reclutament es pot realitzar a través del telèfon amb llistes organitzades, a través de campanyes de correu electrònic i d'un rostre a la prospecció. Mentre que la prospecció de telèfon és el més eficient, cara a cara de prospecció és la més efectiva. Els reclutadors militars sovint s'instal·len llocs en parcs d'atraccions, estadis esportius i altres atraccions. En els darrers anys els mitjans de comunicació social ha s'ha usat més comunament.

## Reclutament al Regne Unit
Durant les dues guerres mundials i el període posterior a la segona, el servei militar era obligatori com a mínim per a part de la població britànica. En altres ocasions, s'han emprat tècniques similars a les descrites anteriorment. La preocupació més important en els darrers anys ha estat l'edat mínima de reclutament, que ha estat del 16 força anys. Aquesta ara s'ha elevat a 18 amb relació a les operacions de combat. Als darrers darrers anys, hi ha hagut diverses preocupacions sobre les tècniques utilitzades en (sobretot) el reclutament de l'exèrcit en relació amb la representació d'una carrera com una aventura agradable.

## Reclutament als Estats Units
L'exèrcit nord-americà ha tingut reclutadors des de l'època de les colònies en la dècada de 1700. Avui en dia hi ha milers d'estacions de reclutament al llarg dels Estats Units, servint a l'Exèrcit, l'Armada, la Infanteria de Marina, la Força Aèria, la Guàrdia Costera i la Guàrdia Nacional. Les oficines de reclutament consisteixen normalment en 2-8 reclutadors entre les rangs d'E-5 i E-7. Quan un sol·licitant potencial entra en una estació de reclutament la seva alçada i pes és inspeccionat i els seus antecedents investigats. Un escàner d'empremtes digitals es realitza i un examen ASVAB pràctica es dona a ells. Els sol·licitants no poden jurar oficialment el seu jurament d'allistament a l'oficina de reclutament. Això es realitza en una estació de processament d'entrada Militar - MEPS.

## Reclutament a l'Índia
Des dels temps del Raj britànic, el reclutament a l'Índia ha estat voluntari. Usant la teoria de la raça marcial, els britànics reclutats en gran manera de les comunitats seleccionades per al servei en l'exèrcit colonial. El més gran dels militars colonial obliga a l'Exèrcit del Raj britànic fins militar de l'Índia indi britànic, era un exèrcit de voluntaris, aixecat entre els població nativa amb oficials britànics. L'exèrcit indi va servir tant com a força de seguretat en si mateix i l'Índia, en particular durant les guerres mundials, en altres teatres. Al voltant d'1,3 milions d'homes serviren a la Primera Guerra Mundial. Durant la Segona Guerra Mundial, l'exèrcit de l'Índia britànica es convertiria en el més gran exèrcit voluntari de la història, arribant a més de 2,5 milions d'homes l'agost de 1945.

## Centres de reclutament
Un centre de reclutament al Regne Unit, la contractació de l'estació en els EUA, o la contractació d'oficines a Nova Zelanda, és un edifici utilitzat per a reclutar les persones en una organització, i és el mètode més popularitzada de reclutament. L'Exèrcit dels Estats Units fa referència a les seves oficines com a centres de reclutament a partir de 2012.

## Catalunya
El sistema tradicional de reclutament era la taula d'acordar.

### Descripció
En la seva forma més senzilla el sistema constava d'una taula, un escrivà autoritzat, estris d'escriure i un llibre o llibres d'inscripció.

### Taula d'acordar ordinària
Les taules d'acordar ordinàries eren les que s'empraven per a allistar els membres de la tripulació d'un vaixell. L'escrivà era l'escrivà del vaixell i la ubicació era fixa i determinada en cada port. L'escrivà (per part del vaixell) i el mariner (o qualsevol altre membre de la tripulació, inclosos remers lliures, ballesters o soldats) acordaven unes condicions i es comprometien a complir-les.

### Taules d'acordar extraordinàries
Quan calia reclutar molta gent amb certa urgència (per a una expedició militar o similar) les taules d'acordar eren més solemnes i completes. A efectes de propaganda, l'escrivà disposava de músics que l'ajudaven a pregonar la crida. La taula estava presidida amb una senyera especial i podia tenir soldats armats per a guardar-la. Sovint hi havia una caixa amb diners per si calia pagar algun avançament als nous reclutes. També era important la cerimònia del jurament dels inscrits.

## Referències

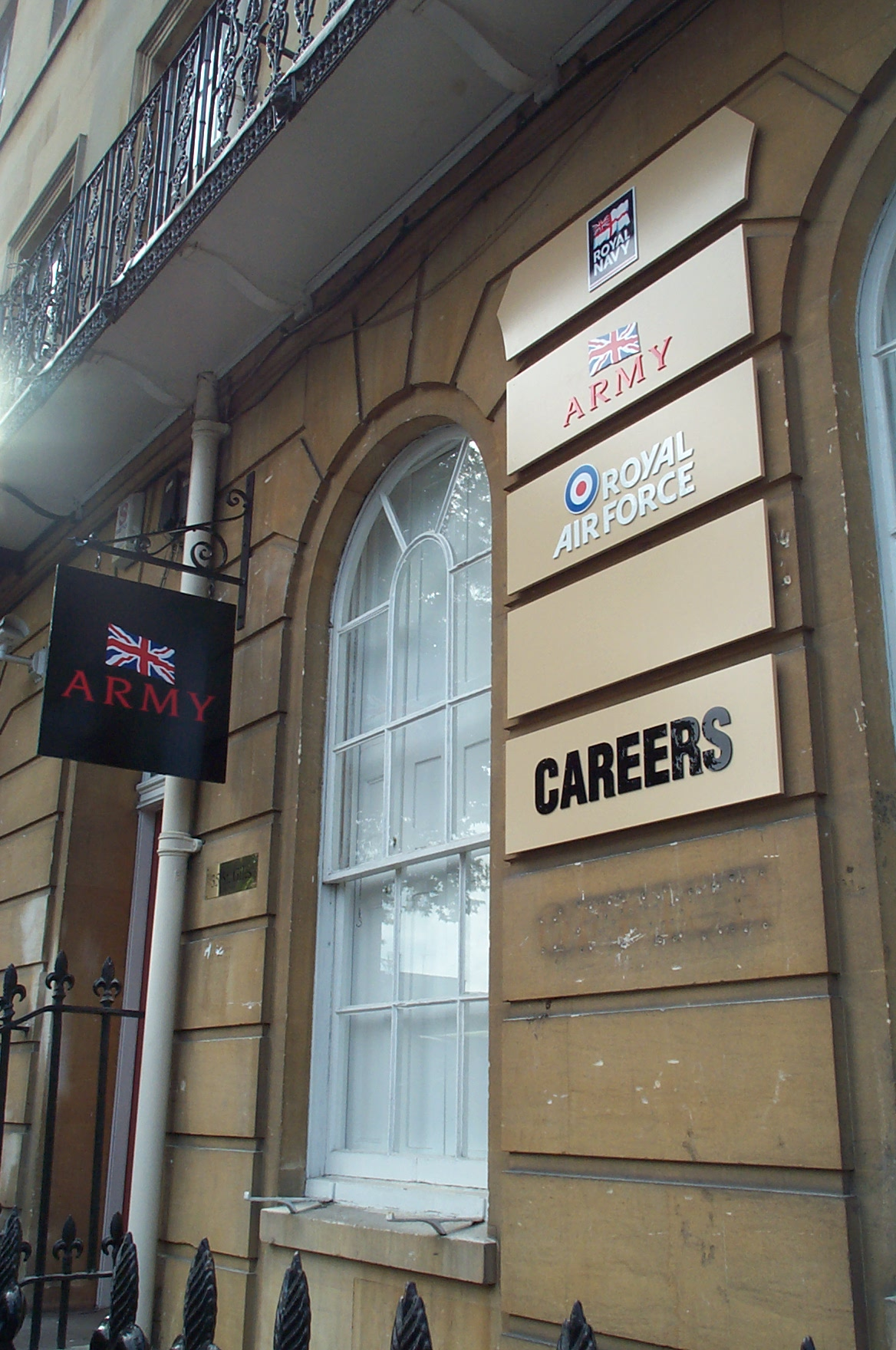
Centre de reclutament de les Forces Armades Britàniques a Oxford
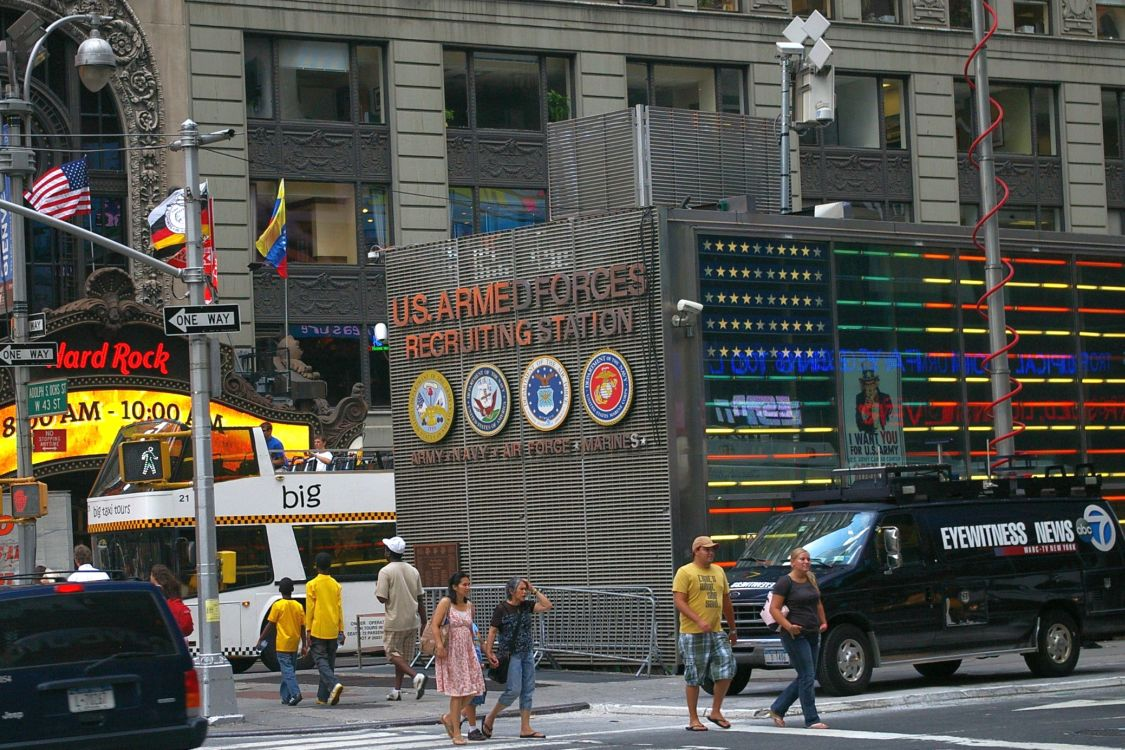
Centre de reclutament Forces Armades dels Estats Units d'Amèrica a Times Square, NYC
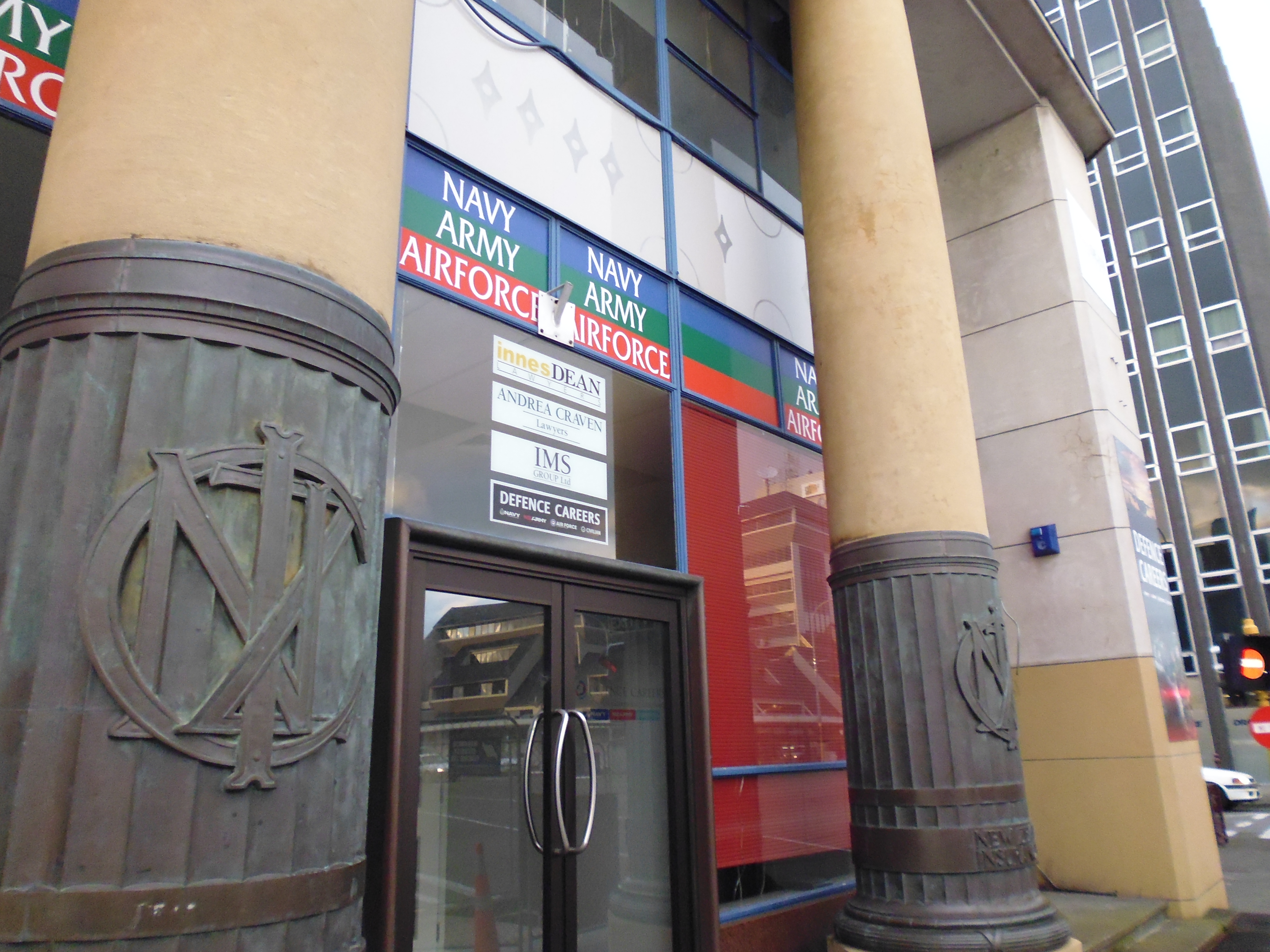
Oficina de reclutament de la Força de Defensa Neozelandesa a Palmerston North, Nova Zelanda
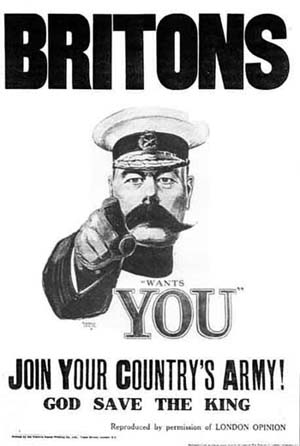
Pòster de reclutament de la Primera Guerra Mundial representant a Lord Kitchener (Ministre de la Guerra Britànic)
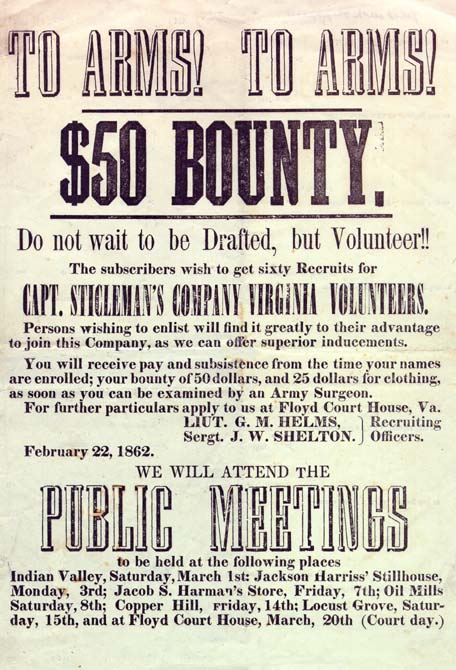
"To Arms! To Arms!" pòster de reclutament Estats Confederats d'Amèrica. Comtat de Floyd, Virgínia, 1862.
J. M. Flagg's Oncle Sam recruited soldiers for Primera Guerra Mundial, and was revived in later wars. Based on the pòster de Kitchener
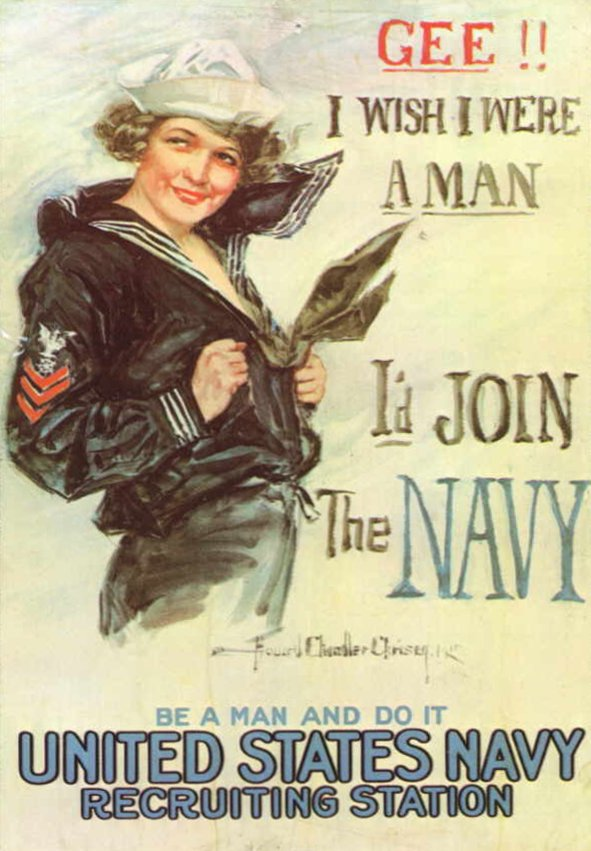
Pòster de reclutament fet per la Marina dels Estats Units d'Amèrica c.1917
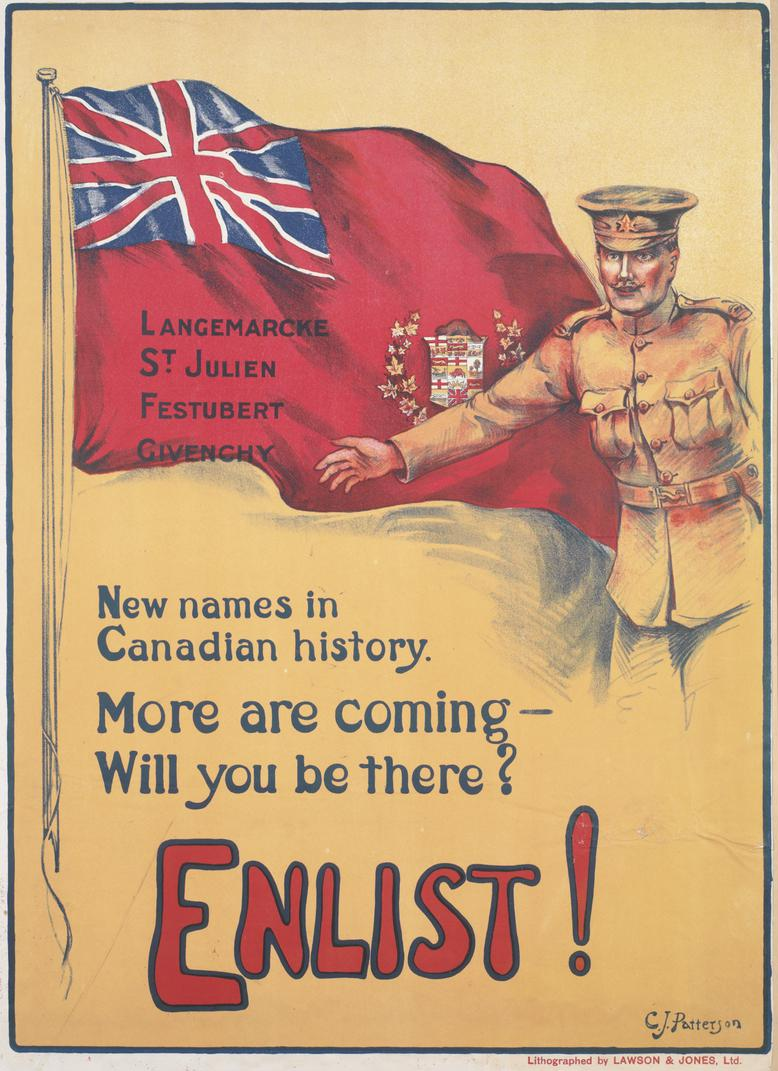
Pòster de reclutament canadenc de la Primera Guerra Mundial
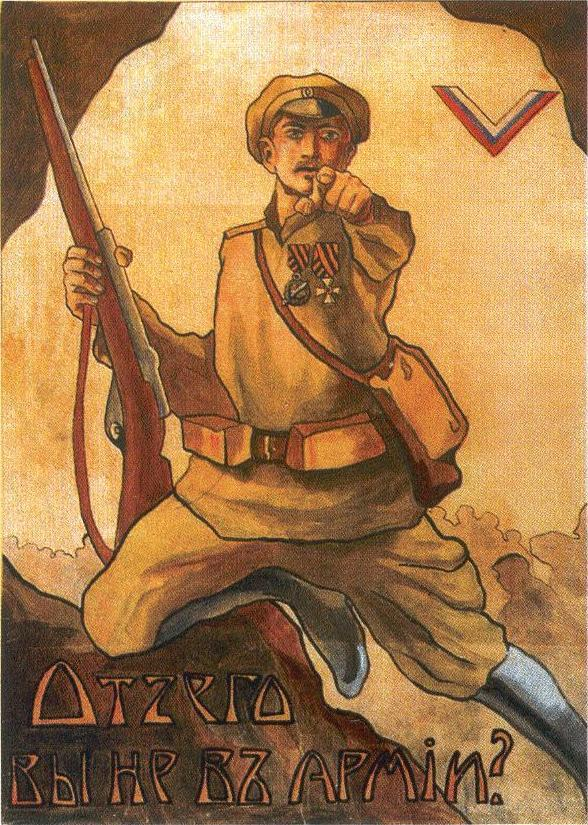
"Per què no ets a l'exèrcit?" pòster de reclutament de l'Exèrcit de Voluntaris durant la Guerra Civil Russa representant a Anton Denikin.
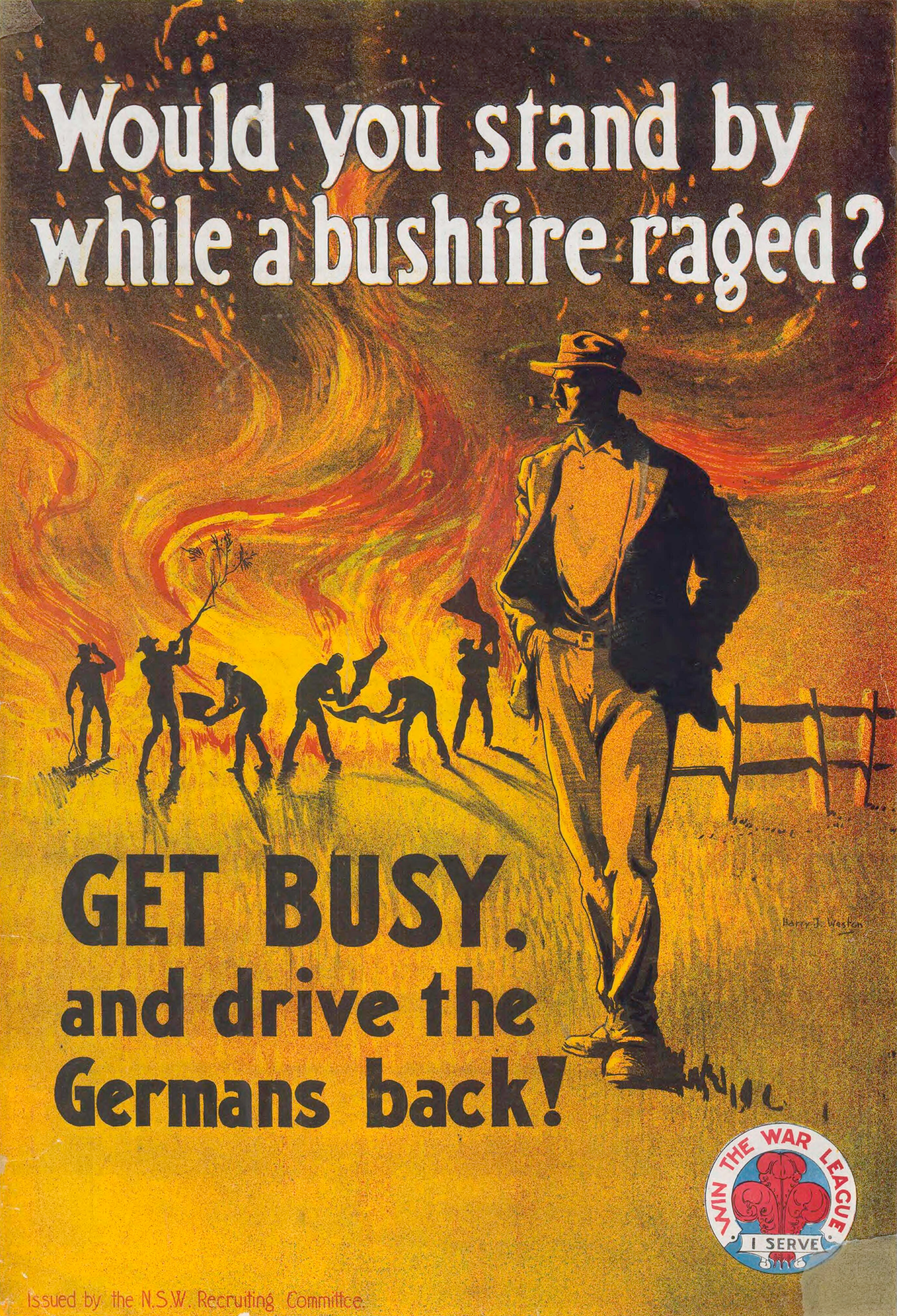
Pòster de reclutament australià de la Primera Guerra Mundial
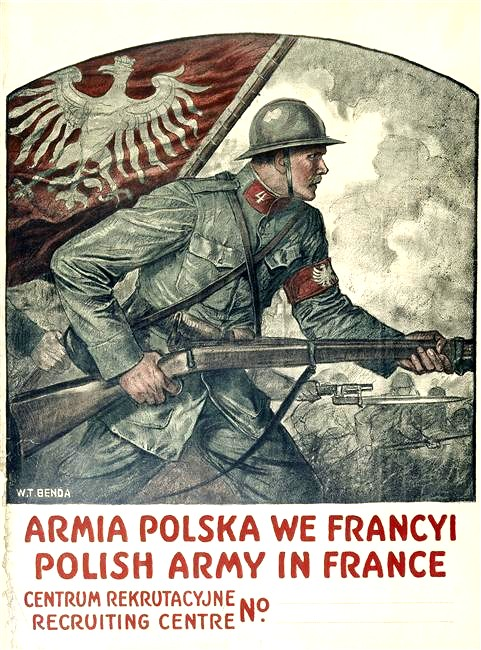
pòster de reclutament per a l'Exèrcit Blau a França